# Gus O'Donnell
Augustine Thomas O'Donnell, baron O'Donnell (né le 1er octobre 1952) est un ancien haut fonctionnaire et économiste britannique qui, entre 2005 et 2011 (sous trois premiers ministres), est Secrétaire du cabinet, le plus haut fonctionnaire de la fonction publique britannique.

## Arrière-plan
O'Donnell est né et grandit dans le sud de Londres. Formé à salésien College, Battersea, il étudie l'économie à l'Université de Warwick avant d'obtenir son MPhil au Nuffield College, Oxford. Il est chargé de cours à l'Université de Glasgow au département d'économie politique de 1975 à 1979, date à laquelle il rejoint le Trésor en tant qu'économiste.
En 1985, il rejoint l'ambassade britannique à Washington, où il occupe le poste de premier secrétaire de la division économique pendant quatre ans. En 1989, O'Donnell devient attaché de presse du chancelier de l'Échiquier avant d'être attaché de presse du Premier ministre de 1990 à 1994.
De 1997 à 1998, O'Donnell est représentant du Royaume-Uni auprès du Fonds monétaire international et de la Banque mondiale, toujours à Washington, avant de revenir au Trésor pour occuper les fonctions de directeur de la politique et des perspectives macroéconomiques et du service économique, avec la responsabilité globale des économistes professionnels du gouvernement. Un an plus tard, en 1999, il est nommé directeur général de la politique macroéconomique et des finances internationales, chargé de la politique budgétaire, du développement international et de l'Union économique et monétaire de l'Union européenne.

## Secrétaire de cabinet et chef de la fonction publique
En 2002, O'Donnell succède à Andrew Turnbull comme secrétaire permanent du Trésor lorsque Sir Andrew devient secrétaire du Cabinet. Trois ans plus tard, le 15 juin 2005, il remplace Turnbull, cette fois en tant que secrétaire du Cabinet, à la retraite de ce dernier. Il prend ses fonctions en septembre 2005.
O'Donnell est connu pour ses « merveilleux dons interpersonnels » et son style informel. Il se rend régulièrement dans les départements de la fonction publique en dehors de Londres « pour rencontrer des fonctionnaires au travail ».
Pendant son temps en tant que secrétaire du Cabinet, son autorité est considérée comme absolue, donnant lieu au surnom affectueux de «DIEU» basé sur ses initiales telles qu'elles apparaissaient dans les journaux du gouvernement.
Dans son rôle de secrétaire du Cabinet, O'Donnell est chargé de superviser la révision des mémoires controversées de Christopher Meyer , DC Confidential, en novembre 2005. Le mois précédent, il déclare au Comité restreint de l'administration publique qu'il était «mal» que des fonctionnaires publient des mémoires personnels.
En janvier 2011, il est apparu que O'Donnell a décidé de ne pas publier la correspondance envoyée entre Tony Blair et George W. Bush avant l'invasion de 2003. Les documents sont cependant fournis à l’enquête sur l’Irak elle-même. Son raisonnement est expliqué dans plusieurs documents entre lui et John Chilcot.
En novembre 2010, O'Donnell publie une ébauche du manuel du Cabinet. Ce document décrit les lois, règles et conventions qui s'appliquent à l'exécutif britannique.
Le 11 octobre 2011, Downing Street annonce que O'Donnell devait prendre sa retraite à la fin de l'année. Son successeur est annoncé comme le Secrétaire permanent de Downing Street Jeremy Heywood. Cependant, les postes de secrétaire du Cabinet, de chef de la fonction publique et de secrétaire permanent du Cabinet sont divisés ; le secrétaire du permanent du Cabinet devient Bob Kerslake.
Le 22 décembre 2011, O'Donnell déclare que l'avenir de l'Union est l'un des nombreux "énormes défis" auxquels l'establishment politique devra faire face dans les années à venir.

## Autres postes
En plus d'être le président de Frontier Economics, O'Donnell est également professeur invité à la London School of Economics et à l'University College de Londres.
Il est également administrateur du groupe Economist.
Il est conseiller stratégique du chef de la direction de la Banque Toronto Dominion, membre de l'Institut pour le gouvernement et président de la Commission sur le bien-être de l'Institut Legatum.
En 2015, il est co-auteur du rapport qui lance le programme Global Apollo, qui appelle les pays développés à s'engager à dépenser 0,02% de leur PIB pendant 10 ans, pour financer une recherche coordonnée visant à réduire la consommation d'électricité de base et favoriser l'Énergie renouvelable.
O'Donnell est un leader dans les mouvements du bien-être et du bonheur. Il préside le groupe de développement des partenaires fondateurs mettant en place le What Works Center for Wellbeing. Il soutient Action for Happiness.
Le 10 janvier 2012, O'Donnell est créé pair à vie en tant que baron O'Donnell, de Clapham dans le quartier londonien de Wandsworth, et est présenté à la Chambre des lords, où il siège en tant que crossbencher, le 12 janvier 2012. Dans son premier discours à la Chambre des Lords, en juin 2012, Lord O'Donnell avertit que trop de fonctionnaires du Trésor partent et que le personnel est sous-payé, et que le Trésor pourrait avoir du mal à résoudre les problèmes causés par la crise financière mondiale actuelle.
En juillet 2017, il avertit qu'« il n'y a[vait] aucun moyen pour le Brexit de se dérouler sans heurts. »
O'Donnell est un sportif passionné, ayant joué au football pour l'Université de Warwick First XI et pour Oxford, gagnant deux Blues en 1973/4 et 1974/5 . En tant que secrétaire permanent au Trésor, il remporte une médaille de football lors de la journée annuelle des sports de la fonction publique - le premier secrétaire permanent à le faire. O'Donnell joue pour le Mandarins Cricket Club pendant de nombreuses années, le troisième secrétaire du cabinet à le faire (les autres étant Sir Robin Butler et Sir Andrew Turnbull). Il est un fervent supporter de Manchester United.
O'Donnell était autrefois gouverneur de son alma mater, Salesian College, Battersea.
O'Donnell reçoit plusieurs nominations à l'Ordre du Bain : il est nommé compagnon (CB) dans les honneurs du Nouvel An 1994, Knight Commander (KCB) dans les honneurs d'anniversaire de 2005 et Knight Grand Cross (GCB) dans les honneurs d'anniversaire 2011. 
En 2014, O'Donnell est élu membre honoraire de la British Academy. En 2016, il est élu Fellow de l'Académie des sciences sociales (FAcSS).